# Роббинсдейл (Миннесота)
Роббинсдейл (англ. Robbinsdale) — город в округе Хеннепин, штат Миннесота, США. На площади 7,7 км² (7,2 км² — суша, 0,5 км² — вода), согласно переписи 2000 года, проживают 14 123 человека. Плотность населения составляет 1959,9 чел./км².
- Телефонный код города — 763
- Почтовый индекс — 55422
- FIPS-код города — 27-54808[1]
- GNIS-идентификатор — 0650164[2]